# Bangke
Bangke is een bestuurslaag in het regentschap Lahat van de provincie Zuid-Sumatra, Indonesië. Bangke telt 648 inwoners (volkstelling 2010).